# Ostrya chinensis
Ostrya chinensis är en björkväxtart som beskrevs av Alfred Rehder. Ostrya chinensis ingår i släktet Ostrya och familjen björkväxter. Inga underarter finns listade.
Arten förekommer med flera små populationer i Kina i provinserna Zhejiang, Sichuan, Jiangsu, Hunan, Guizhou och Yunnan. Den växer i bergstrakter mellan 600 och 1300 meter över havet. Ostrya japonica ingår i skogar. Trädet når en höjd av 25 meter.
För beståndet är inga hot kända. Hela populationen anses vara stabil. IUCN listar arten som livskraftig (LC).